# 6677 Renoir
6677 Renoir (3045 T-3) là một tiểu hành tinh nằm phía ngoài của vành đai chính được phát hiện ngày 16 tháng 10 năm 1977 bởi Cornelis Johannes van Houten, Ingrid van Houten-Groeneveld và Tom Gehrels ở Đài thiên văn Palomar.